# Apterodromia tasmanica
Apterodromia tasmanica är en tvåvingeart som beskrevs av Sinclair och Meg S. Cumming 2000. Apterodromia tasmanica ingår i släktet Apterodromia och familjen puckeldansflugor.
Artens utbredningsområde är Tasmanien. Inga underarter finns listade i Catalogue of Life.